# Francis Ng
Francis Ng, de son vrai nom Ng Chun-yu (吳鎮宇, né le 21 décembre 1961) est un acteur hongkongais, connu pour son rôle de Kwan le hideux dans la série de films Young and Dangerous et pour la série Triumph In the Skies (en).

## Biographie
Né à Hong Kong dans une famille originaire de Panyu à Canton, il déclare à sa mère quand il est enfant que son rêve est d'obtenir un emploi qui ne nécessite aucune qualification académique, sans heures de travail fixes et un salaire élevé. Sa mère lui a alors répondu de devenir mendiant. Il s'est rendu au Temple de Wong Tai Sin pour y observer les mendiants mais s'est rendu compte qu'ils sont très occupés et doivent effectuer du travail manuel, ce qui ne convient pas à son objectif de vie libre et sans contrainte. Par conséquent, il abandonne cette idée et décide de devenir star de cinéma car cela remplit toutes les conditions qu'il demande.
Pour devenir star de cinéma, Ng s'inscrit aux classes d'acteurs de la chaîne TVB. Mais après avoir échoué trois fois aux tests d'entrée, il abandonne finalement. Pendant sept jours, il effectue le rite bouddhiste appelé Pabbajjā (en) et qui consiste à quitter la maison pour vivre au sein d'une communauté de bhikshus, se rasant le crâne par la même occasion. Après cette expérience, il décide de postuler à nouveau aux classes de formation et réussit. Il déclarera dans une interview qu'il a réussi parce que l'examinateur pensait qu'il connaissait le kung-fu Shaolin en raison de son crâne rasé.

### Carrière à la télévision
Il sort diplômé de la classe d'acteurs de TVB en 1982 dans la même promotion que Stephen Chow et Tony Leung. Pendant les premières années de sa carrière, il enchaîne les petits rôles dans de nombreuses séries télévisées et se fait remarquer en jouant des rôles de méchants dans The Price of Growing Up (en) et The Final Combat (en). Il a ensuite des rôles plus importants dans les sitcoms Everybody Loves Somebody et The Family Squad, ce qui lui permet de se détacher de son image de méchant.
Son contrat avec TVB prend fin en 1993 et il débute au cinéma. En 1997, il revient à TVB pour jouer dans la série Old Time Buddy (en) avec Gallen Lo (en), Maggie Cheung (en) et Jessica Hsuan (en), qui est l'une des séries télévisées les mieux notées de cette année. Plus tard en 2003, il joue de nouveau sur TVB pour la série Triumph In the Skies (en) dans le rôle d'un pilote de ligne. Il est l'un des rôles principaux de la série qui est citée comme l'un des meilleurs dramas de TVB. Il participe également à la suite, Triumph in the Skies 2 (en), à partir de 2013.

### Carrière au cinéma
Ng entre dans l'industrie cinématographique en 1986 et fait ses débuts dans Midnight Girls. En tant que nouveau venu, il ne reçoit que des petits rôles secondaires. Après l'expiration de son contrat avec TVB en 1993, il peut s'impliquer dans de plus grands films tels que Flirting Scholar avec Stephen Chow et Evil Cult avec Jet Li.
Le tournant décisif dans la carrière de Ng est son rôle de Kwan le hideux dans Young and Dangerous (1995), qui est si populaire qu'il est l'objet d'un film dérivé non officiel avec Once Upon a Time in Triad Society (1996). En 1999, il remporte le Golden Horse Awards du Meilleur acteur pour The Mission et le Hong Kong Film Critics Society (en) du Meilleur acteur pour Bullets Over Summer. En 2002, il remporte également le Hong Kong Film Award et le Golden Bauhinia Award du Meilleur acteur dans un rôle secondaire pour 2000 A.D..
Bien que le cinéma de Hong Kong ait connu un ralentissement à la fin des années 1990, Ng est quand même à l'affiche d'au moins 10 films par an et s'est également aventuré dans la réalisation avec par exemple 9413 (1998), What is a Good Teacher (2002), Dancing Lion (en) (2003) et Tracing Shadow (en) (2009).

### Autres performances
Autre que des séries télévisées et des films, Ng s'est autrefois impliqué dans la comédie stand-up avec Cheung Tat-ming (en) et Dayo Wong en 1998 et 2000.
Il prête sa voix à Robert Parr/Mr. Indestructible dans la version cantonaise des Indestructibles (2004).
Il est l'oncle du footballeur Ng Wai-chiu (en).

## Filmographie
- 1989 : Proud and Confident
- 1989 : Devil Hunters (en)
- 1992 : Succession par l'épée
- 1993 : La Mariée aux cheveux blancs
- 1993 : Evil Cult
- 1993 : Flirting Scholar
- 1995 : The Golden Girls (en)
- 1995 : Those Were the Days... (en)
- 1996 : Young and Dangerous
- 1996 : Satan Returns (en)
- 1996 : Once Upon a Time in Triad Society
- 1996 : Big Bullet
- 1996 : Once Upon a Time in Triad Society 2
- 1996 : Les Dieux du jeu 3 : Les débuts
- 1997 : All's Well, Ends Well 1997
- 1997 : Too Many Ways to Be No. 1
- 1997 : New Mad Mission
- 1997 : Full Alert
- 1997 : Those Were the Days (en)
- 1997 : Stand Behind the Yellow Line
- 1998 : Portland Street Blues
- 1998 : Raped by an Angel 2: The Uniform Fan (en)
- 1998 : Young and Dangerous: The Prequel
- 1998 : Magnificent Team (en)
- 1999 : The Mission
- 1999 : Last Ghost Standing (en)
- 1999 : A Wicked Ghost (en)
- 1999 : Bullets Over Summer
- 1999 : Gen-X Cops
- 1999 : A Man Called Hero
- 2000 : 2000 A.D.
- 2000 : Juliet in Love
- 2000 : A War Named Desire (en)
- 2000 : Clean My Name, Mr. Coroner! (en)
- 2002 : Beauty and the Breast (en)
- 2003 : Shiver (en)
- 2003 : Heroic Duo
- 2003 : Colour of the Truth
- 2003 : Infernal Affairs 2
- 2004 : Fantasia
- 2004 : The White Dragon (en)
- 2005 : Himalaya Singh
- 2005 : Hands in the Hair
- 2005 : Curse of Lola
- 2006 : McDull, the Alumni (en)
- 2006 : Karmic Mahjong (en)
- 2006 : Exilé
- 2006 : Wo Hu (en)
- 2006 : One Last Dance (en)
- 2007 : It's a Wonderful Life (en)
- 2007 : The Closet (en)
- 2007 : Dancing Lion (en)
- 2007 : Coq de combat
- 2009 : Tracing Shadow (en)
- 2009 : Turning Point (en)
- 2010 : Midnight Beating (en)
- 2011 : The Warring States (en)
- 2011 : Turning Point 2 (en)
- 2012 : The Last Tycoon
- 2014 : The House That Never Dies (en)
- 2015 : Triumph in the Skies
- 2015 : Two Thumbs Up
- 2015 : Lovers & Movies (en)
- 2015 : Love Without Distance (en)
- 2016 : House of Wolves (en)
- 2016 : Line Walker
- 2016 : The Warriors Gate
- 2018 : Shed Skin Papa
- 2019 : A Home with a View
- 2019 : Line Walker 2: Invisible Spy
- 2021 Once Upon a Time in Hong Kong : Lui Lok
- 2021 : Zuk seoi piu lau : Fai

## Récompenses
- Nomination au prix du meilleur second rôle masculin lors des Hong Kong Film Awards 1993 pour Succession par l'épée.
- Prix du meilleur acteur lors des Hong Kong Film Critics Society Awards 1997 pour Once Upon a Time in Triad Society.
- Nomination au prix du meilleur acteur lors des Golden Bauhinia Awards 2000 pour Bullets Over Summer.
- Prix du meilleur acteur lors du Golden Horse Film Festival 2000 pour The Mission.
- Nomination au prix du meilleur acteur lors des Hong Kong Film Awards 2000 pour Bullets Over Summer.
- Prix du meilleur acteur lors des Hong Kong Film Critics Society Awards 2000 pour Bullets Over Summer.
- Prix du meilleur second rôle masculin lors des Golden Bauhinia Awards 2001 pour 2000 A.D.
- Nomination au prix du meilleur acteur lors des Hong Kong Film Awards 2001 pour Juliet in Love.
- Prix du meilleur second rôle masculin lors des Hong Kong Film Awards 2001 pour 2000 A.D.
- Prix du meilleur acteur lors des Hong Kong Film Critics Society Awards 2001 pour 2000 A.D.
- Nomination au prix du meilleur acteur lors des Hong Kong Film Awards 2004 pour Infernal Affairs 2.